# Darío Franco
Pour les articles homonymes, voir Franco (homonymie).
Darío Franco, né le 17 janvier 1969 à Cruz Alta (Argentine), est un  footballeur argentin, qui évoluait au poste de milieu de terrain ou de défenseur à Newell's Old Boys, au Real Saragosse, au CF Atlas et à Monarcas Morelia ainsi qu'en équipe d'Argentine.
Franco marque six buts lors de ses vingt-deux sélections avec l'équipe d'Argentine entre 1991 et 1994. Il participe à la Copa América en 1991 et 1993 avec l'équipe d'Argentine.

## Biographie

### Palmarès

#### En équipe nationale
- 22 sélections et 6 buts avec l'équipe d'Argentine entre 1991 et 1994
- Vainqueur de la Copa América en 1991 et 1993

#### Avec Newell's Old Boys
- Vainqueur du Championnat d'Argentine en 1991

#### Avec le Real Saragosse
- Vainqueur de la Coupe d'Espagne en 1994

#### Avec Monarcas Morelia
- Vainqueur du Championnat du Mexique en 2000 (Tournoi d'hiver)

#### Avec Universidad de Chile
- Vainqueur de la Coupe du Chili en 2013